# ورلو سسیا
ورلو سسیا (به ایتالیایی: Varallo Sesia) یک کومونه در ایتالیا است که در استان ورسلی واقع شده‌است.

## خصوصیات
ورلو سسیا ۸۸٫۷۱ کیلومترمربع مساحت و ۷٬۴۶۳ نفر جمعیت دارد و ۴۵۶ متر بالاتر از سطح دریا واقع شده‌است.